# Tamiris de Liz
Tamiris de Liz (Joinville, 18 de novembro de 1995) é uma velocista brasileira, especializada nos 100 m e 200 m rasos.
Campeã brasileira de Menores e sul-americana juvenil de 2011 em Medellín, Colômbia, conquistou duas medalhas de bronze, nos 100 m e no revezamento 4x100 m, no Campeonato Mundial Júnior de Atletismo realizado em julho de 2012 em Barcelona, Espanha.
Apesar de ainda ser uma juvenil de 16 anos, Tamiris foi convocada para ser reserva da equipe brasileira do revezamento 4x100 m que disputou os Jogos de Londres 2012. Por coincidência, ela repetiu o papel da também velocista Lucila Pini, mais jovem integrante - 17 anos na época - da delegação brasileira nos últimos Jogos Olímpicos de Londres, em 1948.